# رود شوکوتسو
رود شوکوتسو (به لاتین: Shokotsu River) یک رود در ژاپن است که در Hokkaido Prefecture واقع شده‌است.